# Hôtel de Loras
L'hôtel de Loras ou hôtel Cabuchet est un hôtel particulier situé au 13 rue Bourgmayer à Bourg-en-Bresse, dans l'Ain, en France.

## Présentation
L'immeuble et ses dépendances font l’objet d’une inscription au titre des monuments historiques depuis 2009.
L'hôtel de Loras a été construit à la demande de Chaussat de Sougey en 1771. Par la suite, une partie de l'hôtel a été utilisée comme atelier par le sculpteur Émilien Cabuchet.